# Timonius rigidus
Timonius rigidus là một loài thực vật có hoa trong họ Thiến thảo. Loài này được (Miq.) F.Muell. miêu tả khoa học đầu tiên năm 1876.